# 尾茂康雄
尾茂 康雄（おも やすお）は、東京都出身の日本の知的財産学者・情報学者。特許庁審査業務部商標審査企画官。元大阪工業大学知的財産専門職大学院准教授。日本商標協会(JTA)特別会員。
主な専門は、商標権（ブランド）・国際商標登録（特にマドリッドプロトコル）、特許権・特許情報、知的財産情報システム 。

## 略歴
2000年慶應義塾大学環境情報学部環境情報学科卒業。通商産業省（現：経済産業省）特許庁入庁。2008年特許庁審査業務部役務（商標）審査官。総務部情報システム室などを経て、2010年九州経済産業局地域経済部技術企画課特許係長。2013年特許庁審査業務部商標課商標審査基準室にて、国際商標・地域団体商標登録業務に携わる。2017年特許庁審判部第35部門審判官。2018年特許庁審判課審判企画室課長補佐。
2019年大阪工業大学知的財産専門職大学院准教授。2024年大阪工業大学退職。2025年特許庁審査業務部商標審査企画官。
主な所属学会は、日本商標協会(JTA)など。
主な研究は「わが国企業におけるブランドの戦略的保護と商標制度の活用」、「マドリッドプロトコルを利用した国際商標制度の戦略的活用」など。
知的財産学の対外啓蒙活動として、商標関係の業務に携わる社会人を対象に、商標審査の基準・運用・手続等の実務上必要な知識の習得を目的とした「商標審査基準改訂に関する説明会」（広島商工会議所）の講師も行っている。